# Aziatisch kampioenschap hockey vrouwen 2017
De negende editie van het Aziatisch kampioenschap hockey voor vrouwen werd in 2017 gehouden in het Japanse Kakamigahara. Het toernooi met 8 deelnemers werd gehouden van 28 oktober tot en met 5 november. Voor de tweede keer won India.
De titel was goed voor plaatsing voor het wereldkampioenschap van 2018. 

## Eindronde
Alle tijden zijn lokale tijden

## Groepsfase
Groep A
| Team      | GS | W | G | V | DV | DT | DS  | Ptn |
| --------- | -- | - | - | - | -- | -- | --- | --- |
| India     | 3  | 3 | 0 | 0 | 16 | 1  | +15 | 9   |
| China     | 3  | 2 | 0 | 1 | 13 | 8  | +5  | 6   |
| Maleisië  | 3  | 1 | 0 | 2 | 12 | 7  | +5  | 3   |
| Singapore | 3  | 0 | 0 | 3 | 0  | 25 | −25 | 0   |

| 28 oktober 2017 12:30 |           |          |                                                             |
| China                 | 5–4       | Maleisië | Scheidsrechters: Chieko Soma (JPN) Catalina Montesino (CHI) |
|                       | (verslag) |          | Scheidsrechters: Chieko Soma (JPN) Catalina Montesino (CHI) |

| 28 oktober 2017 14:30 |           |           |                                                                     |
| India                 | 10–0      | Singapore | Scheidsrechters: Kim Yoon-seon (KOR) Ornpimol Kittiteerasopon (THA) |
|                       | (verslag) |           | Scheidsrechters: Kim Yoon-seon (KOR) Ornpimol Kittiteerasopon (THA) |

Beide onderstaande wedstrijden stonden een dag eerder gepland, op 29 oktober, maar werden verplaatst vanwege zware neerslag.
| 30 oktober 2017 13:00 |           |           |                                                                 |
| Maleisië              | 8–0       | Singapore | Scheidsrechters: Ana Faias (POR) Ornpimol Kittiteerasopon (THA) |
|                       | (verslag) |           | Scheidsrechters: Ana Faias (POR) Ornpimol Kittiteerasopon (THA) |

| 30 oktober 2017 14:30 |           |       |                                                         |
| India                 | 4–1       | China | Scheidsrechters: Kelly Hudson (NZL) Kim Yoon-seon (KOR) |
|                       | (verslag) |       | Scheidsrechters: Kelly Hudson (NZL) Kim Yoon-seon (KOR) |

| 31 oktober 2017 12:30 |           |           |                                                                 |
| China                 | 7–0       | Singapore | Scheidsrechters: Nur Hafizah Azman (MAS) Amina Yelubayeva (KAZ) |
|                       | (verslag) |           | Scheidsrechters: Nur Hafizah Azman (MAS) Amina Yelubayeva (KAZ) |

| 31 oktober 2017 14:30 |           |          |                                                    |
| India                 | 2–0       | Maleisië | Scheidsrechters: Chieko Soma (JPN) Ana Faias (POR) |
|                       | (verslag) |          | Scheidsrechters: Chieko Soma (JPN) Ana Faias (POR) |

Groep B
| Team       | GS | W | G | V | DV | DT | DS  | Ptn |
| ---------- | -- | - | - | - | -- | -- | --- | --- |
| Zuid-Korea | 3  | 3 | 0 | 0 | 21 | 1  | +20 | 9   |
| Japan      | 3  | 2 | 0 | 1 | 14 | 5  | +9  | 6   |
| Thailand   | 3  | 1 | 0 | 2 | 2  | 15 | −13 | 3   |
| Kazachstan | 3  | 0 | 0 | 3 | 1  | 17 | −16 | 0   |

| 28 oktober 2017 16:30 |           |          |                                                  |
| Zuid-Korea            | 8–0       | Thailand | Scheidsrechters: Miao Lin (CHN) Durga Devi (IND) |
|                       | (verslag) |          | Scheidsrechters: Miao Lin (CHN) Durga Devi (IND) |

| 28 oktober 2017 18:30 |           |            |                                                           |
| Japan                 | 7–0       | Kazachstan | Scheidsrechters: Nur Hafizah Azman (MAS) Cookie Tan (SIN) |
|                       | (verslag) |            | Scheidsrechters: Nur Hafizah Azman (MAS) Cookie Tan (SIN) |

| 30 oktober 2017 16:30 |           |            |                                                           |
| Thailand              | 1–0       | Kazachstan | Scheidsrechters: Nur Hafizah Azman (MAS) Cookie Tan (SIN) |
|                       | (verslag) |            | Scheidsrechters: Nur Hafizah Azman (MAS) Cookie Tan (SIN) |

| 30 oktober 2017 18:30 |           |            |  |
| Japan                 | 0–4       | Zuid-Korea |  |
|                       | (verslag) |            |  |

| 31 oktober 2017 16:30 |           |            |                                                                    |
| Zuid-Korea            | 9–1       | Kazachstan | Scheidsrechters: Kelly Hudson (NZL) Ornpimol Kittiteerasopon (THA) |
|                       | (verslag) |            | Scheidsrechters: Kelly Hudson (NZL) Ornpimol Kittiteerasopon (THA) |

| 31 oktober 2017 18:30 |           |          |                                                            |
| Japan                 | 7–1       | Thailand | Scheidsrechters: Catalina Montesino (CHI) Durga Devi (IND) |
|                       | (verslag) |          | Scheidsrechters: Catalina Montesino (CHI) Durga Devi (IND) |

## Kwartfinale
| 2 november 2017 11:45 |           |            |                                                             |
| India                 | 7–1       | Kazachstan | Scheidsrechters: Chieko Soma (JPN) Catalina Montesino (CHI) |
|                       | (verslag) |            | Scheidsrechters: Chieko Soma (JPN) Catalina Montesino (CHI) |

| 2 november 2017 14:00 |           |          |                                                       |
| China                 | 10–0      | Thailand | Scheidsrechters: Kim Yoon-seon (KOR) Cookie Tan (SIN) |
|                       | (verslag) |          | Scheidsrechters: Kim Yoon-seon (KOR) Cookie Tan (SIN) |

| 2 november 2017 16:15 |           |           |                                                         |
| Zuid-Korea            | 9–0       | Singapore | Scheidsrechters: Miao Lin (CHN) Nur Hafizah Azman (MAS) |
|                       | (verslag) |           | Scheidsrechters: Miao Lin (CHN) Nur Hafizah Azman (MAS) |

| 2 november 2017 18:30 |           |          |                                                     |
| Japan                 | 2–0       | Maleisië | Scheidsrechters: Kelly Hudson (NZL) Ana Faias (POR) |
|                       | (verslag) |          | Scheidsrechters: Kelly Hudson (NZL) Ana Faias (POR) |

## Kruisingswedstrijden
Om plaatsen 5-8
| 4 november 2017 11:45 |                         |           |                                                          |
| Thailand              | 1–1 (4-3 na shoot-outs) | Singapore | Scheidsrechters: Miao Lin (CHN) Catalina Montesino (CHI) |
|                       | (verslag)               |           | Scheidsrechters: Miao Lin (CHN) Catalina Montesino (CHI) |

| 4 november 2017 14:00 |           |          |                                                     |
| Kazachstan            | 1–2       | Maleisië | Scheidsrechters: Chieko Soma (JPN) Cookie Tan (SIN) |
|                       | (verslag) |          | Scheidsrechters: Chieko Soma (JPN) Cookie Tan (SIN) |

Halve finale
| 3 november 2017 16:15 |           |            |                                                      |
| China                 | 3–2       | Zuid-Korea | Scheidsrechters: Kelly Hudson (NZL) Durga Devi (IND) |
|                       | (verslag) |            | Scheidsrechters: Kelly Hudson (NZL) Durga Devi (IND) |

| 3 november 2017 18:30 |           |       |                                                      |
| India                 | 4–2       | Japan | Scheidsrechters: Ana Faias (POR) Kim Yoon-seon (KOR) |
|                       | (verslag) |       | Scheidsrechters: Ana Faias (POR) Kim Yoon-seon (KOR) |

## Plaatsingswedstrijden
Om de 7e/8e plaats
| 5 november 2017 11:45 |           |            |                                                                   |
| Singapore             | 0-3       | Kazachstan | Scheidsrechters: Nur Hafizah Azman (MAS) Catalina Montesino (CHI) |
|                       | (verslag) |            | Scheidsrechters: Nur Hafizah Azman (MAS) Catalina Montesino (CHI) |

Om de 5e/6e plaats
| 5 november 2017 14:00 |           |          |                                                       |
| Thailand              | 0–4       | Maleisië | Scheidsrechters: Kim Yoon-seon (KOR) Durga Devi (IND) |
|                       | (verslag) |          | Scheidsrechters: Kim Yoon-seon (KOR) Durga Devi (IND) |

Om de 3e/4e plaats
| 5 november 2017 16:15 |           |       |                                                 |
| Zuid-Korea            | 1–0       | Japan | Scheidsrechters: Miao Lin (CHN) Ana Faias (POR) |
|                       | (verslag) |       | Scheidsrechters: Miao Lin (CHN) Ana Faias (POR) |

Finale
| 5 november 2017 18:30 |                         |       |                                                       |
| China                 | 1–1 (4-5 na shoot-outs) | India | Scheidsrechters: Kelly Hudson (NZL) Chieko Soma (JPN) |
|                       | (verslag)               |       | Scheidsrechters: Kelly Hudson (NZL) Chieko Soma (JPN) |

## Eindrangschikking
| Rang   | Land       |
| ------ | ---------- |
| Goud   | India      |
| Zilver | China      |
| Brons  | Zuid-Korea |
| 4      | Japan      |
| 5      | Maleisië   |
| 6      | Thailand   |
| 7      | Kazachstan |
| 8      | Singapore  |

Mannen:
Karachi 1982 ·
Dhaka 1985 ·
New Delhi 1989 ·
Hiroshima 1993 ·
Kuala Lumpur 1999 ·
Kuala Lumpur 2003 ·
Chennai 2007 ·
Kuantan 2009 ·
Ipoh 2013 ·
Dhaka 2017

Vrouwen:
Kioto 1981 (officieus) ·
Seoel 1985 ·
Hongkong 1989 ·
Hiroshima 1993 ·
New Delhi 1999 ·
New Delhi 2004 ·
Hongkong 2007 ·
Bangkok 2009 ·
Ipoh 2013 ·
Kakamigahara 2017